# 畅游电驴
畅游电驴是动态网公司基于emule及其MOD开发出来的MOD，在emule的基础上增加了翻墙软件的下载。

## 特点
- 一键下载最新翻墙软件
- 针对新手简化了界面，但保留了所有功能，方便高级用户使用
- 自动下载的翻墙软件保存在一个单独目录，对中国大陆用户有一定保护作用
- 多版本，有基于emule官方原版（0.50a）和eMule ScarAngel Mod（0.50a）的两个版本
- 更难封锁，基于P2P网络的下载体系更加稳定